# Roberto Orci
Roberto Orci, född 1973, död 2025, var en amerikansk manusförfattare.

## Filmografi (i urval)
- 2005 – The Island
- 2008 – Fringe (TV-serie)
- 2009 – Star Trek
- 2010 – Hawaii Five-0 (TV-serie)
- 2010 – Transformers Prime (TV-serie)
- 2013 – Star Trek Into Darkness
- 2013 – Now You See Me
- 2016 – Star Trek Beyond